# Informe Kerry

Informe Kerry

El informe del Comité Kerry o informe Kerry (en inglés: Kerry Committee report) fue el informe final de una investigación por el Subcomité de Terrorismo, Narcóticos y Operaciones Internacionales del Comité de Relaciones Exteriores del Senado norteamericano sobre el posible papel de la contra nicaragüense en el tráfico de drogas. El Subcomité fue presidida en ese momento por el senador John Kerry , por lo que el informe se suele denominar con su nombre. El informe fue publicado el 13 de abril de 1989, y llegaron a la conclusión de que :

"las personas que proporcionaron apoyo a los contras estaban involucrados en el tráfico de drogas ... y elementos de la contra por sí mismos, a sabiendas recibieron asistencia financiera y material de los narcotraficantes.

## Antecedentes
Los informes de prensa relativas a los vínculos entre los contras y los traficantes de drogas, que comenzó con un diciembre con historia de 1985 por la Associated Press , condujeron a una revisión por parte del Departamento de Estado de los Estados Unidos , Departamento de Justicia de Estados Unidos y relevantes agencias de inteligencia de Estados Unidos en 1986. En abril de 1986, el Departamento de Estado informó al Congreso que había "evidencia de un número limitado de incidentes en los que los traficantes de droga conocidos trataron de establecer conexiones con los grupos de la resistencia nicaragüense."

## Comienzan las audiencias
En abril de 1986, John Kerry y el senador Christopher Dodd , demócrata de Connecticut , propusieron que las audiencias se llevan a cabo por el Comité de relaciones exteriores del Senado en relación con los cargos a la participación de la Contra en tráfico de la cocaína y la marihuana . El senador Richard Lugar de Indiana , el presidente republicano de la comisión, acordó llevar a cabo las audiencias.

## Hallazgos de Kerry
El informe del Comité Kerry encontró que :

"los enlaces de drogas a la Contra incluyen [,]", entre otras conexiones ".... Los pagos a los narcotraficantes por el Departamento de fondos autorizados por el Congreso para la asistencia humanitaria a los contras de Estado de EE.UU., en algunos casos después de que los traficantes habían sido acusados por las agencias federales de aplicación de la ley por cargos de drogas, en otros, mientras que los traficantes estaban bajo investigación activa por estos mismos organismos. "
Informe Kerry 

El Departamento de Estado de Estados Unidos pagó más de $ 806.000 a traficantes de droga conocida para llevar ayuda humanitaria a los Contras .
Informe Kerry

## Resultado
Casi una década más tarde, el inspector general de la CIA liberaría un estudio que confirma las conclusiones del informe de la Comisión de Kerry.